# Solvang
Solvang é uma cidade localizada no estado americano da Califórnia, no condado de Santa Bárbara. Foi incorporada em 1 de maio de 1985.

## Geografia
De acordo com o United States Census Bureau, a cidade tem uma área de 6,3 km², onde todos os 6,3 km² estão cobertos por terra.

### Localidades na vizinhança
O diagrama seguinte representa as localidades num raio de 32 km ao redor de Solvang.

## Demografia
Segundo o censo nacional de 2010, a sua população é de 5 245 habitantes e sua densidade populacional é de 833,4 hab/km². Possui 2 485 residências, que resulta em uma densidade de 394,84 residências/km².